# Distrikt Marco
Der Distrikt Marco liegt in der Provinz Jauja in der Region Junín in Zentral-Peru. Der Distrikt wurde am 16. Oktober 1907 gegründet. Er besitzt eine Fläche von 28,7 km². Beim Zensus 2017 wurden 1547 Einwohner gezählt. Im Jahr 1993 lag die Einwohnerzahl bei 2815, im Jahr 2007 bei 2041. Sitz der Distriktverwaltung ist die 3461 m hoch gelegene Ortschaft Marco mit 1002 Einwohnern (Stand 2017). Marco befindet sich etwa 7,5 km nordwestlich der Provinzhauptstadt Jauja.

## Geografische Lage
Der Distrikt Marco befindet sich im Andenhochland zentral in der Provinz Jauja. Er liegt am linken Flussufer des nach Osten strömenden Río Mantaro.
Der Distrikt Marco grenzt im Westen an den Distrikt Janjaillo, im Norden an den Distrikt Tunanmarca, im Osten an den Distrikt Acolla, im Südosten an den Distrikt Yauyos sowie im Süden an den Distrikt Parco.

## Ortschaften
Im Distrikt gibt es neben dem Hauptort folgende größere Ortschaften:
- Tragadero